# Disimulace
Disimulace je zakrývání, popírání či zastírání skutečnosti. Opakem disimulace je simulace.
Vyskytuje se např. v lékařství, kde pacienti mohou popírat, že trpí určitou nemocí. V právu je disimulací zastření právního jednání jiným jednáním, v takovém případě se však podle § 555 odst. 2 občanského zákoníku dané jednání vždy posuzuje podle jeho pravé povahy, tedy podle zastřeného právního jednání.